# یواس‌اس سانادین (ای‌تی‌ای-۱۹۷)
یواس‌اس سانادین (ای‌تی‌ای-۱۹۷) (به انگلیسی: USS Sunnadin (ATA-197)) یک کشتی است که طول آن ۱۴۳ فوت (۴۴ متر) می‌باشد. این کشتی در سال ۱۹۴۴ ساخته شد.